# McHenry (Illinois)
McHenry ist eine Stadt (mit dem Status „City“) im McHenry County im Nordosten des US-amerikanischen Bundesstaates Illinois. Das U.S. Census Bureau hat bei der Volkszählung 2020 eine Einwohnerzahl von 27.135 ermittelt.
McHenry ist Bestandteil der Metropolregion Chicago.

## Geografie
McHenry liegt im nordwestlichen Vorortbereich von Chicago auf 42°20′00″ nördlicher Breite und 88°16′00″ westlicher Länge und erstreckt sich über 39 km². Die Stadt liegt am Fox River, einem rechten Nebenfluss des in den Mississippi mündenden Illinois River.
Die nördlichen und mittleren Stadtteile von McHenry liegen in der McHenry Township; ein kleinerer Teil im Süden der Stadt gehört zur Nunda Township.
Benachbarte Orte von McHenry sind Johnsburg (7,5 km nordnordöstlich), Lakemoor (7,8 km östlich), Holiday Hills (8,4 km südöstlich), Prairie Grove (6,2 km südlich), Crystal Lake (13,4 km südsüdwestlich), Woodstock (17,1 km westlich), McCullom Lake (5,2 km nordwestlich) und Ringwood (8,2 km nordnordwestlich).
Das Zentrum von Chicago liegt 89,7 km südöstlich.

## Verkehr
Im Zentrum von McHenry kreuzen sich die in West-Ost-Richtung verlaufende Illinois State Route 120 und die von Nord nach Süd führende Illinois State Route 31. Alle weiteren Straßen sind untergeordnete Land- oder innerstädtische Verbindungsstraßen.
In McHenry endet ein Zweig der Union Pacific/Northwest Line, eine von der Union Pacific Railroad betriebene Strecke des METRA-Nahverkehrssystems von Chicago.
Nahe der Stadt befinden sich zwei kleine Flugplätze: der Lake in the Hills Airport (17,4 km südsüdwestlich) und der Galt Airport (17,4 km nordwestlich). Die nächstgelegenen Großflughäfen sind der O’Hare International Airport von Chicago (68,9 km südöstlich) und der Chicago Rockford International Airport (80,6 km westlich).

## Geschichte
Das Gebiet der heutigen Stadt wurde ursprünglich von Indianern vom Stamm der Potawatomi bewohnt.
Nach der Landnahme durch weiße Siedler gehörte das Gebiet zuerst zum Putnam County, aus dem 1831 das Cook County ausgegründet wurde. Im Jahr 1836 wurde das McHenry County gebildet, zu dem anfangs noch das heutige Lake County gehörte. 1837 wurde McHenry der erste Verwaltungssitz des Countys. 1844 wurde der Sitz der Countyverwaltung in das heutige Woodstock verlegt.
Die Stadt und das County wurde nach William McHenry (1771–1835) benannt, einem Offizier des US-Heeres im Krieg von 1812 und zahlreichen Indianerkriegen.
1854 wurde die Stadt an das Eisenbahnnetz angeschlossen.

## Demografische Daten
Nach der Volkszählung im Jahr 2010 lebten in McHenry 26.992 Menschen in 9922 Haushalten. Die Bevölkerungsdichte betrug 692,1 Einwohner pro Quadratkilometer. In den 9922 Haushalten lebten statistisch je 2,68 Personen.
Ethnisch betrachtet setzte sich die Bevölkerung zusammen aus 90,3 Prozent Weißen, 0,7 Prozent Afroamerikanern, 0,3 Prozent amerikanischen Ureinwohnern, 1,6 Prozent Asiaten sowie aus anderen ethnischen Gruppen; 1,6 Prozent stammten von zwei oder mehr Ethnien ab. Unabhängig von der ethnischen Zugehörigkeit waren 12,8 Prozent der Bevölkerung spanischer oder lateinamerikanischer Abstammung.
25,9 Prozent der Bevölkerung waren unter 18 Jahre alt, 62,6 Prozent waren zwischen 18 und 64 und 11,5 Prozent waren 65 Jahre oder älter. 51,5 Prozent der Bevölkerung war weiblich.

Das mittlere jährliche Einkommen eines Haushalts lag bei 67.317 USD. Das Pro-Kopf-Einkommen betrug 30.533 USD. 8,4 Prozent der Einwohner lebten unterhalb der Armutsgrenze.

## Söhne und Töchter der Stadt
- Marty Zeller (* 1957), Basketballspieler und -trainer
- John Brzenk (* 1964), Armwrestler
- Robert Tonyan (* 1994), American-Football-Spieler
- Lana Rhoades (* 1996), Pornodarstellerin
- Patrick Gasienica (1998–2023), Skispringer